# Blombergs naturreservat
Blomberg är ett naturreservat inom Kinnekulle naturvårdsområde i Götene kommun i Västergötland.
Området är skyddat sedan 2007 och omfattar 81 hektar. Det ligger på platåberget Kinnekulles sydvästra sida nära Blombergs säteri, strax öster om Blombergs hamn. Naturreservatet utgörs mest av trädklädda hagmarker.

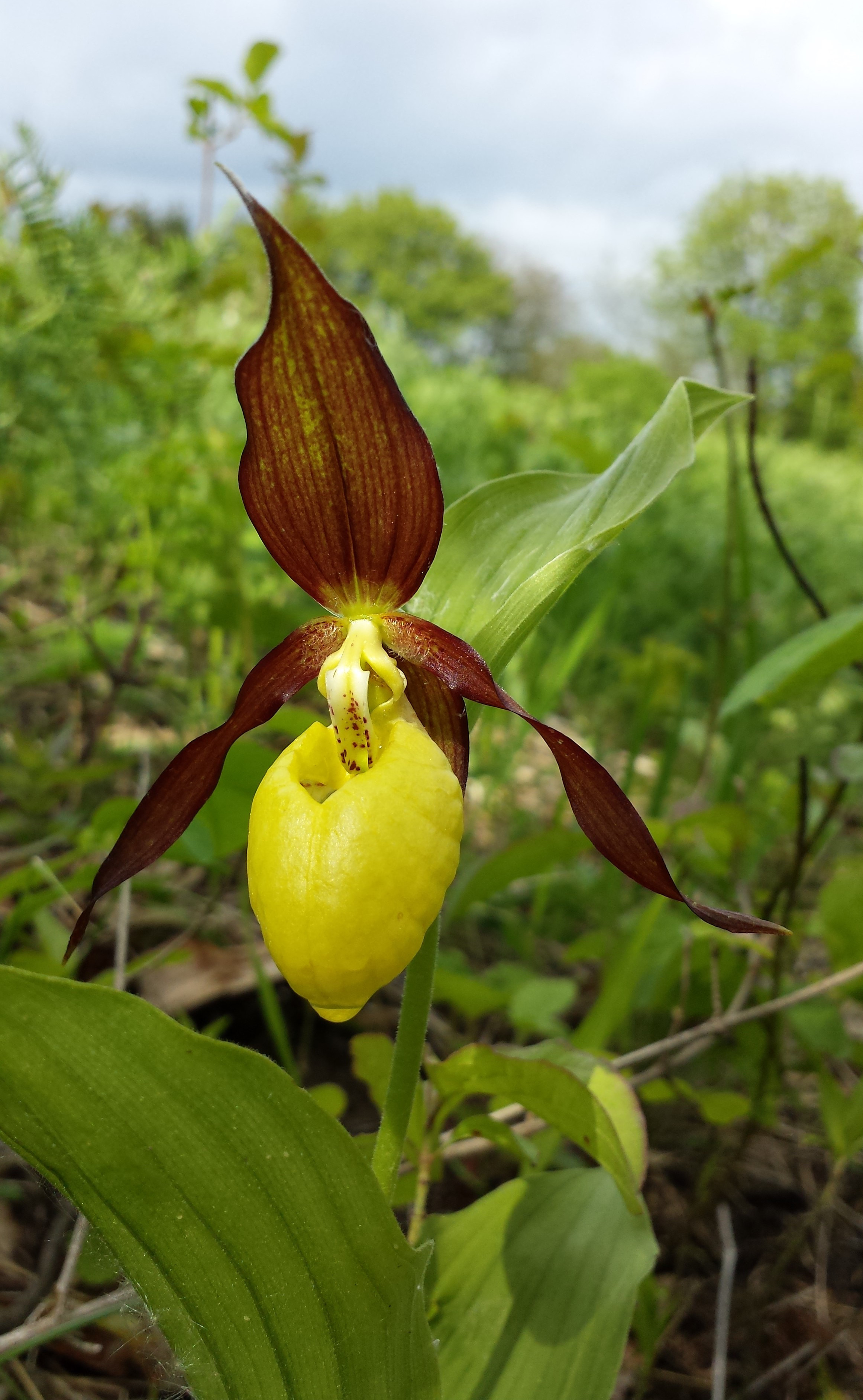
Guckusko.

Inom reservatet finns många gamla och stora ekar men även oxlar, lindar, askar och almar. Kinnekulles västsida är ett av Europas mest värdefulla ekområden. Här växer omkring 1500 grova ekar. Dessa träd är sedan hem för mängder av små djur, svampar och lavar. I den sydöstra delen av området finns en grandominerad blandskog.
I områdets sydvästra hörn finns en 3000 år gammal ristning i sandstenshällen. 
Längs hela östra sidan av reservatet löper Kinnekulle vandringsled. 
Törnsäter ingår i EU:s nätverk av skyddade områden, Natura 2000.